# Fly Eyes
Fly Eyes – trzeci album niemieckiej grupy H-Blockx wydany 1998 roku.

## Lista utworów
1. Fly
2. One Day
3. 9:08 A.M.
4. Liquid Sunlight
5. Take Me Home
6. Even Goes
7. Without You
8. Stars
9. Tell Me Why
10. Black Skies
11. Can't Break My Fear
12. Cold
13. Heartblood
14. Wish
15. Paradise Valley

## Twórcy
Henning Wehland-śpiew, gitara
Tim Tenambergen-gitara
Marco Minnemann-perkusja
Dave Gappa-wokal
Fabio Trentini-Bas